# 앤서니 그래프턴

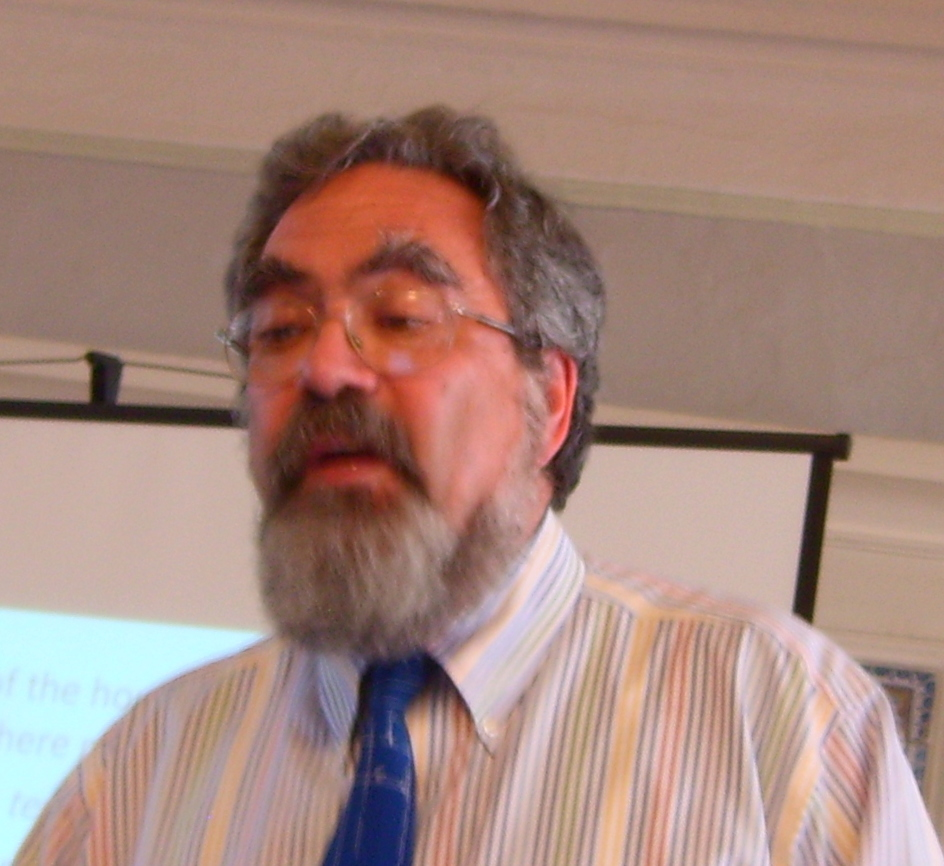

앤서니 토마스 그래프턴(Anthony Thomas Grafton, 1950년 5월 21일 ~ )은 근대 초기 유럽의 미국 역사가이자 프린스턴 대학교의 헨리 퍼트남 대학교 역사학과 교수이며 유럽 문화 연구 프로그램 책임자이기도 하다. 그는 또한 British Academy의 교신 동료이자 발찬상의 수상자이기도 하다. 2011년 1월부터 2012년 1월까지 미국 역사 협회 회장을 역임했다.
르네상스부터 18세기까지의 고전적 전통과 역사적 학문의 역사에 대한 연구로 유명하다. 그의 많은 저서에는 르네상스 학자 Joseph Scaliger의 학문과 연대기에 대한 연구(2권, 1983–1993)가 포함되며, 최근에는 점성가로서의 Girolamo Cardano에 대한 연구(1999)와 Leon Battista Alberti (2000)가 있다. 1996년 에는 옥스퍼드 대학교 코퍼스 크리스티 칼리지에서 3년마다 열리는 EA Lowe 강의에서 근세 유럽의 고대사에 대해 강의했다. 리사 자딘(Lisa Jardine)과 함께 그는 르네상스 교육의 중요성에 대한 수정주의적 설명( From Humanism to Humanities, 1986)과 Gabriel Harvey 의 주변부 에 대해 공동 저술했다.

그는 또한 근대 초기의 학문과 과학의 관계를 다룬 Defenders of the Text (1991)와 가장 최근에는 Worlds Made by Words를 비롯한 여러 에세이 모음집을 저술했다. 그의 가장 독창적이고 접근하기 쉬운 책은 The Footnote: A Curious History (1997; Die Tragischen Ursprünge der deutschen Fußnote 로 독일어 로 출판됨)로, 여백의 각주가 역사가들의 손에서 중심적이고 강력한 도구로 어떻게 발전했는지에 대한 사례 연구이다.
그는 또한 New Republic, The American Scholar, New York Review of Books에서 다양한 주제에 대해 글을 쓴다.